# Pim Schoorl
Johan Willem (Pim) Schoorl (Noordwijk, 4 juni 1957 - Huizen, 7 oktober 2007) was een Nederlandse entomoloog die werkzaam was bij de vakgroep Diersystematiek en Zoögeografie van de Vrije Universiteit Amsterdam. Zijn vader was prof. dr. Johan Willem (Pim) Schoorl sr., hoogleraar Sociologie van niet-Westerse volkeren aan de Vrije Universiteit Amsterdam. Na zijn studie verrichtte Pim Schoorl jr. onder supervisie van Rienk de Jong zijn promotieonderzoek naar de fylogenetische relaties binnen de houtboorders (Cossidae). Het resultaat van dit onderzoek vond in 1990 zijn neerslag in een 292 pagina's tellende publicatie waarin hij voor het eerst de relaties tussen de geslachten binnen deze familie in kaart bracht. Daarnaast beschreef hij in dit werk 27 geslachten die nieuw waren voor de wetenschap.

## Publicaties
- 1985
  - Schoorl, J.W., van Nieukerken, E.J. & Wilkinson, C. (1985). The Stigmella oxyacanthella species- group in Europe (Nepticulidae: Lepidoptera). Systematic Entomology 10(1): 65-103. DOI:10.1111/j.1365-3113.1985.tb00565.x.
- 1990
  - J.W. (Pim) Schoorl (1990). A phylogenetic study on Cossidae (Lepidoptera: Ditrysia) based on external adult morphology (in Zoölogische Verhandelingen 263) 292 pagina's.
- 1994
  - Jonas Rimantas Stonis & J. W. (Pim) Schoorl (1994). Notes on the species of the Stigmella oxyacanthella species-group (Lepidoptera: Nepticulidae) in the Palaearctic. Lietuvos TSR auks̆tu̧ju̧ mokyklu̧ mokslo darbai: Biologija 31:33-42.

## Taxa die naar hem zijn vernoemd
- Stigmella schoorli Puplesis & Robinson, 2000
- Aethalopteryx schoorli Yakovlev, 2002
- Reticolocossus schoorli Yakovlev, 2004
- Schoorlea Yakovlev, 2011

- International Standard Name Identifier: 0000 0003 9447 2174
- Nederlandse Thesaurus van Auteursnamen: 079791468
- Virtual International Authority File: 188026935